# Panhard Dynavia
Pour les articles homonymes, voir Panhard (homonymie).
La Panhard Dynavia est un concept car du constructeur automobile français Panhard, produit à 2 exemplaires, et présenté au Mondial de l'automobile de Paris 1948. 

## Historique
Panhard créé cette étude de petite voiture économique populaire 4 places, du chef designer Panhard Louis Bionier, pour succéder à sa gamme Panhard et Levassor Dynamic d'entre-deux-guerres, pour le marché économique et industriel difficile d'après-guerre,. 

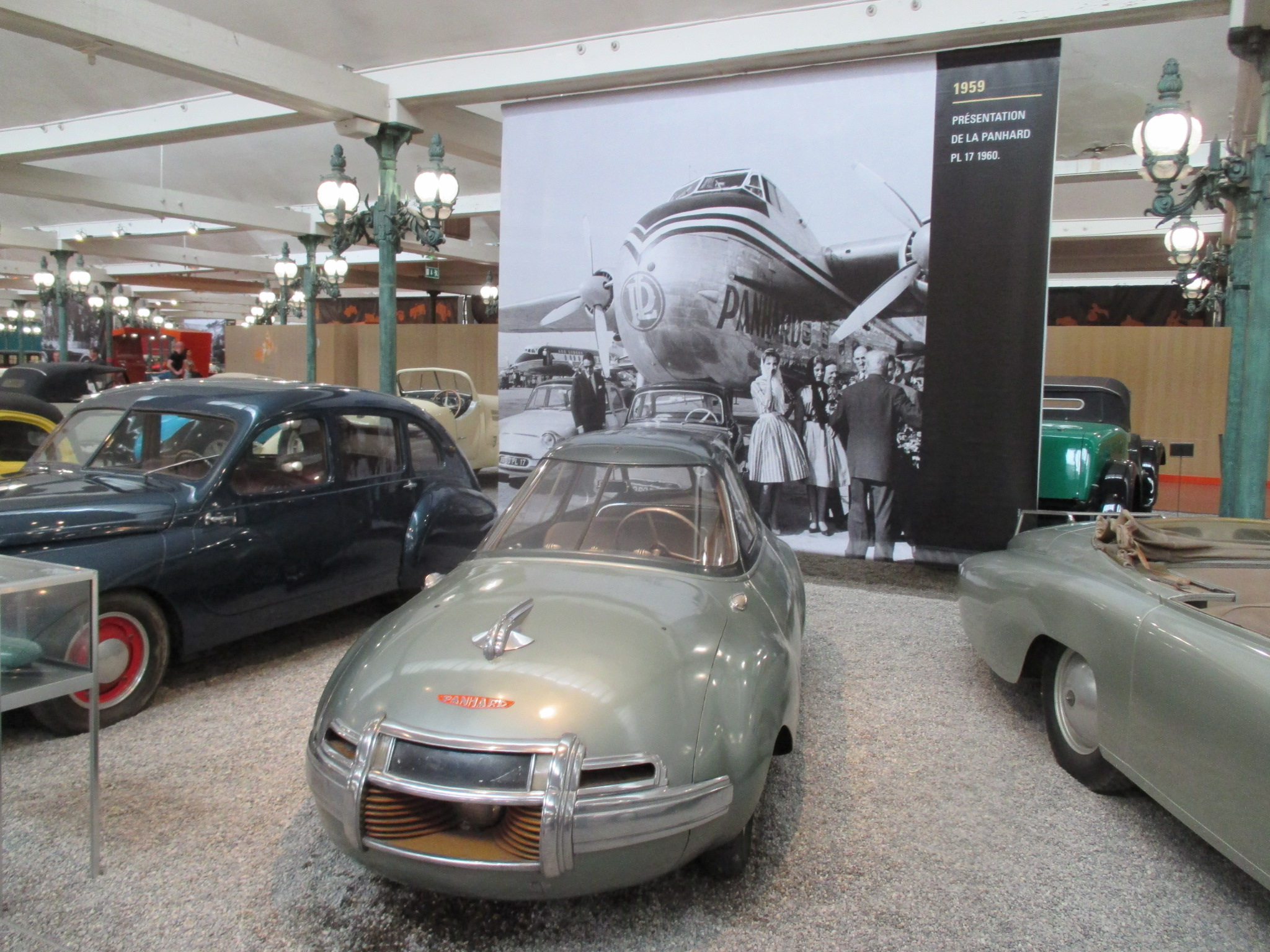
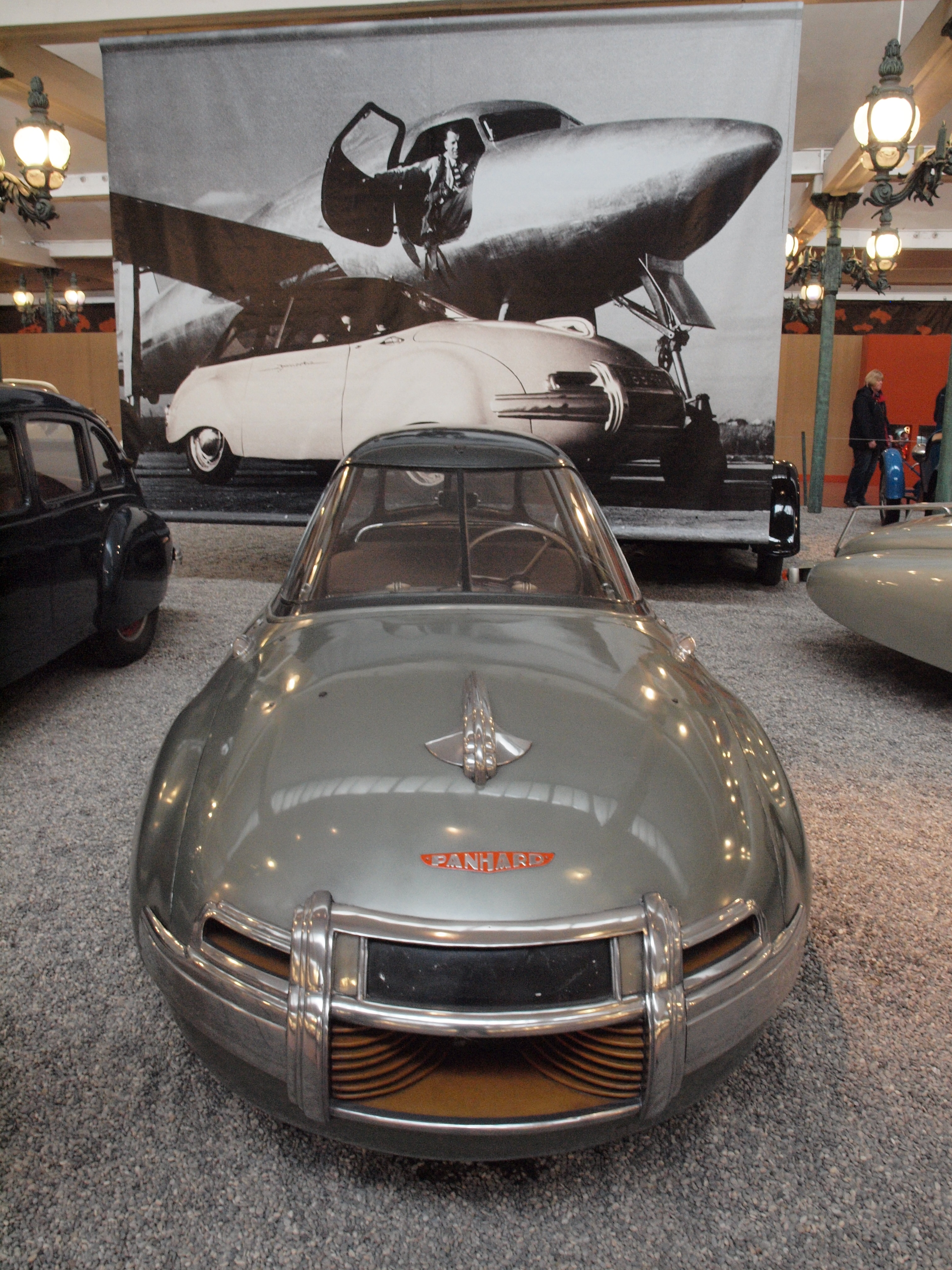
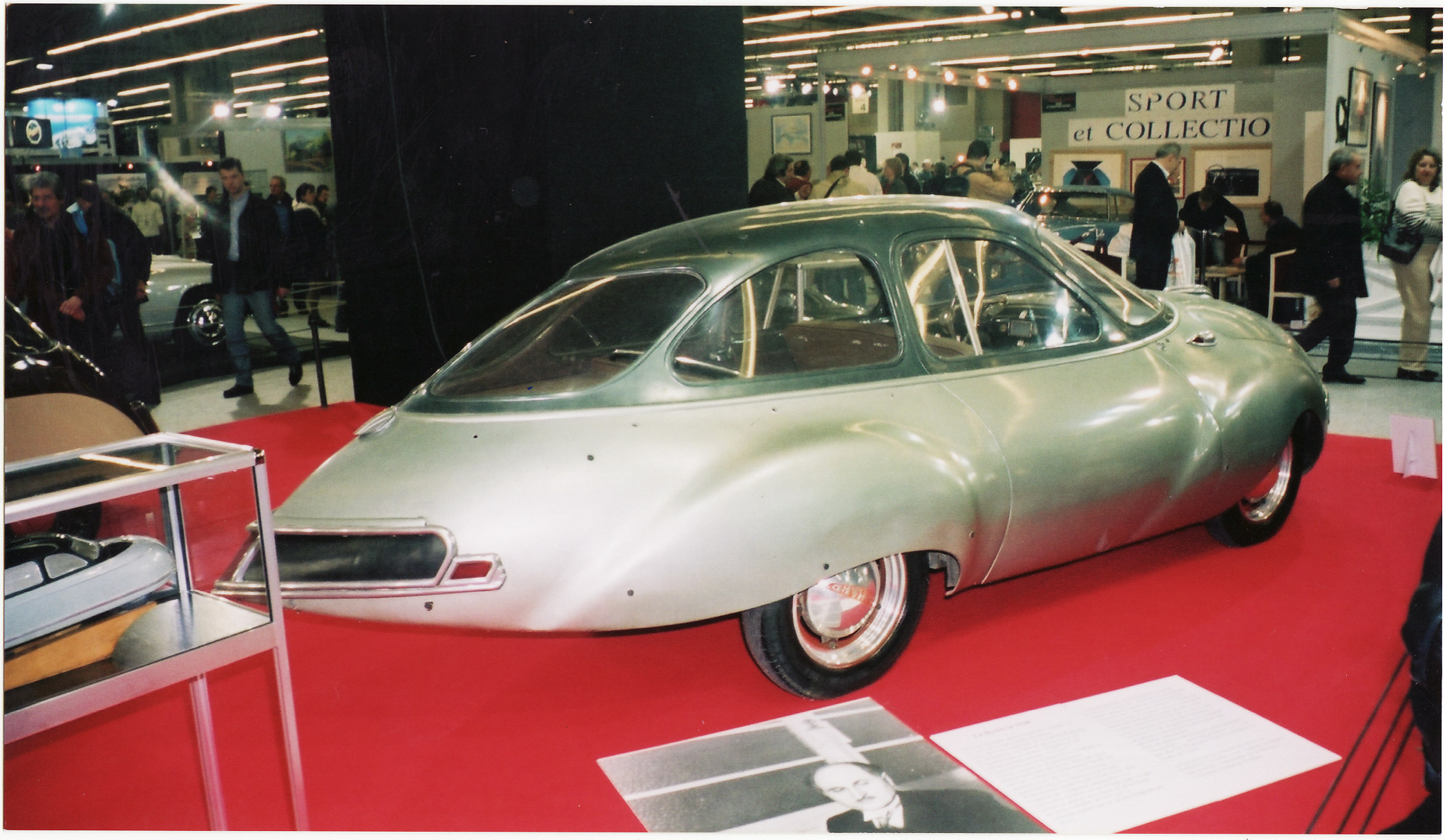

Inspirée du succès des cyclecars économiques d'entre-deux-guerres, elle reprend entre autres une étude similaire de voiture légère ALG de 400 kg (Automobile Légère Grégoire, ou AFG, Aluminium Français Grégoire) du concepteur français indépendant Jean Albert Grégoire. Son succès au salon de Paris incite Paul Panhard (neveu du fondateur René Panhard) à s'en inspirer pour tous ses futurs modèles à moteur bi-cylindres flat-twin : Panhard Dyna X (1947 à 1954), Panhard Junior (1952 à 1956), Panhard Dyna Z (1954 à 1959), et Panhard PL 17 (1959 à 1965), Panhard CD (1963 à 1965), Panhard 24 (1963 à 1967)...

### Carrosserie

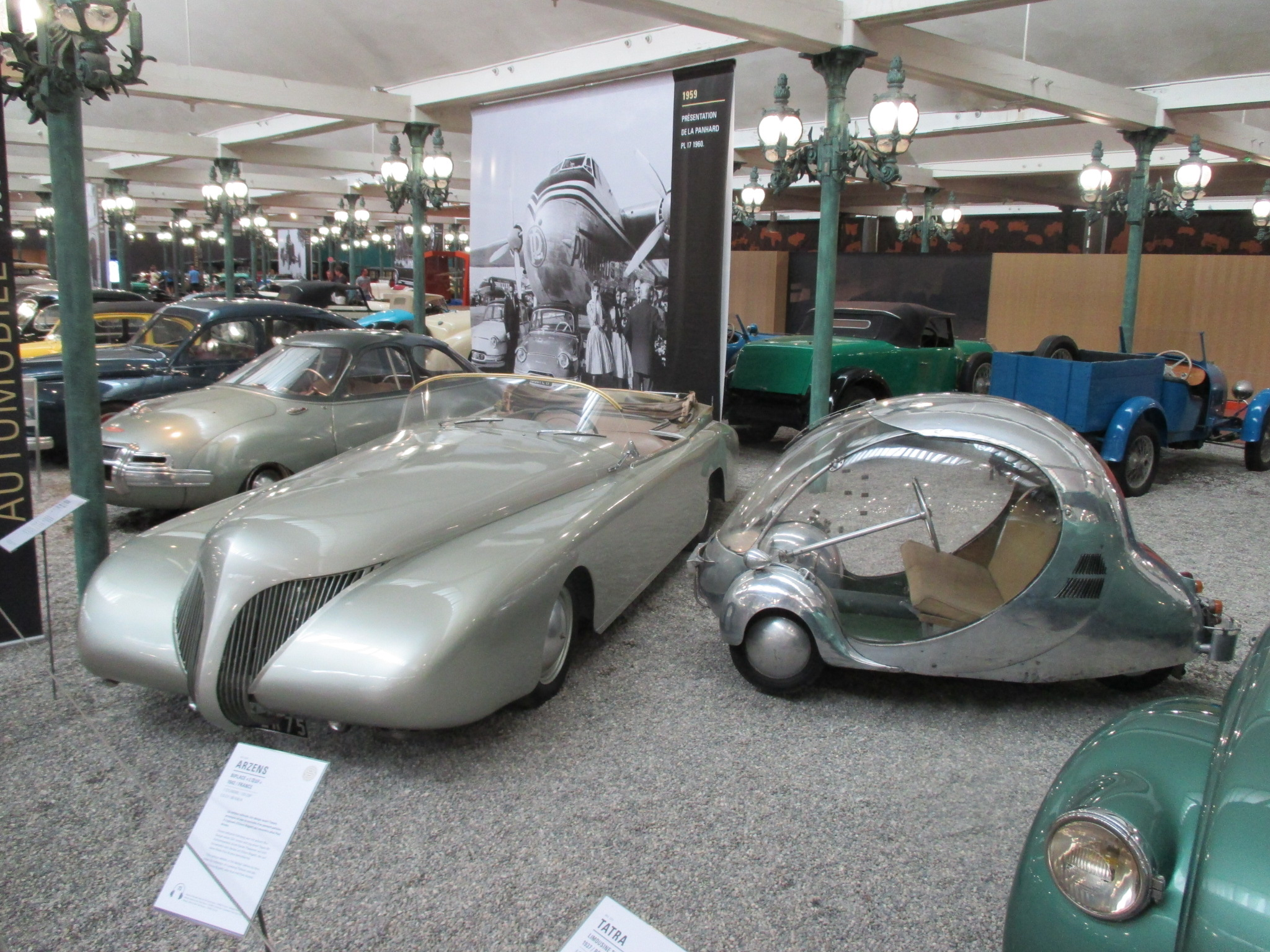
Avec La Baleine (1936) et L'Œuf électrique (1942) du designer Paul Arzens, à la Cité de l'automobile de Mulhouse

Sa carrosserie est inspirée du monde bionique animal, et de l'aéronautique d'après guerre, avec arrière effilé. Elle est réalisée en Duralinox (alliage léger d'aluminium, magnésium, cuivre, et manganèse) pour un faible poids record de 650 kg, et un cx aérodynamique très faible de 0,26. Elle est dotée d'une direction à crémaillère, d' une suspension à quatre roues indépendantes, et de 4 freins à tambours. Le tableau de bord est luxueusement réalisé en bois d'acajou, avec volant à trois branches, et décor en laiton.

### Motorisation
A l'image de la Citroën 2 CV (également de 1948) elle est motorisée par un moteur à plat flat-twin (boxer bi-cylindres) OHV GM600 de cyclecar, du motoriste Panhard Louis Delagarde (en), refroidi par air, de 610 cm³, 28 ch, et 131 km/h de vitesse de pointe, pour une faible consommation de 3,5 l au 100 km.

## Musée
Un des deux exemplaires est acquis en 1968 (au moment du rachat de la marque par Citroën) par la collection Schlumpf de la Cité de l'automobile de Mulhouse en Alsace (plus important musée d'automobiles de collection du monde, avec une collection Schlumpf de 560 voitures, dont 430 sont classées aux monuments historiques depuis 1978). Le second exemplaire acquis par un collectionneur privé suisse a été détruit par un accident routier. Des pièces pour construire un troisième exemplaire n'ont jamais été assemblées. 